# Distretto di Ahmedabad
Il distretto di Ahmedabad è un distretto del Gujarat, in India, di 5 808 378 abitanti. Il suo capoluogo è Ahmedabad.
Nel 2013 ha ceduto una parte di territorio per l'istituzione del distretto di Botad.